# Jakov Zebedejev
Jakov Zebedejev, poznat i kao Jakov stariji, jedan je od Isusove dvanaestorice apostola. Njega se naziva Jakov Zebedejev (stariji), da bi ga se razlikovalo od Jakova Alfejeva (mlađega), također jednoga od apostola. 

## Životopis
Jakov je bio sin Zebedeja i Salome, a brat Ivana evanđelista. Rodio se u Betsaidi na Genezaretskom jezeru. Na apostolat je pozvan u proljeće ili ljeto g. 28. od samoga Krista. Sveti Matej o tom u svom Evanđelju piše: "Idući odatle dalje, Isus opazi drugu dvojicu braće, Jakova Zebedejeva i brata mu Ivana, u lađici, s ocem, gdje krpe mreže. Pozva ih. Oni odmah ostave lađicu i svog oca te pođu za njim" (Mt 4,21-22). Oni su među prvim učenicima, koji su slijedili Isusa. Prema Evanđelju po Marku (Mk 3,17), zvali su ih "Boanerges" ("Sinovi Groma").
Sveti Jakov pripada onome najužem krugu oko Isusa! Bio je prisutan uskrsnuću Jairove kćerke, Isusovu preobraženju na Taboru, njegovoj smrtnoj borbi u Getsemaniju. Sveti Jakov je bio naglog karaktera, a o tome svjedoči zgoda iz Isusova života, koju nam opisuje evanđelist Luka, kada ga negostoljubivi Samarijanci ne htjedoše primiti. "Kad to vidješe učenici, Jakov i Ivan, rekoše: "Gospodine, hoćeš li da zapovjedimo ognju da siđe s neba i da ih uništi?" Isus se okrenu pa ih ukori. I odu u drugo selo" (Lak 9,54-56). Ono što još sigurno znamo o sv. Jakovu zabilježeno je u Djelima apostolskim. "U ono vrijeme kralj Herod poče zlostavljati neke članove Crkve. Mačem pogubi Ivanova brata Jakova" (Dj 12,1-2).
Klement Aleksandrijski i Euzebije Cezarejski spominju i obraćenje sudskoga sluge koji je Jakova vodio na sud. Vidjevši taj kako je apostol hrabro primio smrtnu osudu, priznao se i sam kršćaninom. Jakova je zamolio za oproštenje za sve što mu je učinio. Apostol ga je poljubio i rekao mu: "Mir s tobom!" Poslije toga je obojici odrubljena glava.

## Štovanje
Apostol Jakov stariji zaštitnik je Španjolske. Njegove relikvije čuvaju se u španjolskom gradu Santiagu de Compostela (Sant Yago znači sveti Jakov), koji se smatra trećim najsvetijim gradom Rimokatoličke Crkve, poslije Jeruzalema i Rima. Tradicionalno hodočašće na Jakovljev grob naziva se "Put Svetog Jakova". Tijekom cijelog srednjeg vijeka, Santiago de Compostela je bilo vrlo popularno hodočasničko odredište, no kasnije je zanimanje oslabilo.
U afričkoj državi Kongo, blagdan sv. Jakova je središnji blagdan. Portugalski mornari i diplomati, prenijeli su štovanje, koje se duboko ukorijenilo, nakon širenja kršćanstva u Kongu krajem 15. stoljeća. Slično je u mnogim srednjoameričkim državama kao što su: Haiti, Portoriko, Gvatemala, Nikaragva. Sveti Jakov se vrlo posebno slavi i u Dicmu kao zaštitnik župe a na blagdan mu se donosi biljka murtela.
Svetog su Jakova kao svog naročitog zaštitnika poštovali tijekom stoljeća hodočasnici i putnici, zatim srednjovjekovni vitezovi, pa onda ljekari, kožari, ratari i voćari. Slikari ga obično prikazuju kao putnika sa štapom u ruci, koji put i s mačem, što podsjeća na njegovu smrt, jer je od kralja Heroda Agripe bio pogubljen mačem i tako prvi od apostola pošao u mučeničku smrt.

## Galerija
- Carlo Crivelli: Portret sv. Jakova, na plaštu se vidi školjka Jakobova kapica
- El Greco: Sveti Jakov stariji
- Caravaggio: Sveti Jakov stariji
- Camillo Rusconi: Kip sv. Jakova u Lateranskoj bazilici
- Križ sv. Jakova
- Put Svetog Jakova
- Katedrala sv. Jakova u Santiago de Compostela
- Katedrala sv. Jakova u Šibeniku